# 临洺关牌驴肉香肠
临洺关牌驴肉香肠又称驴灌肠、临洺关香肠、永年驴肉香肠，是河北邯郸地区汉族的风味传统驴肉小吃，邯郸十大名小吃之一，属于冀菜系。

## 起源
临洺关牌驴肉香肠源于清末，由杜竹山创立，到如今已有近百年历史。该驴灌肠的驴肉靠着极高的味美被尊为上乘美食。

## 作法
永年临洺关牌驴肉香肠选用精驴肉，剁成肉沫，再加上绿豆粉芡合小磨香油、多味名贵作科用老汤调制成的糊状，灌入驴肠衣内，扎成一小捆，再用高温蒸煮灭菌，最后用果木熏制而成。因此永年「驴肉香肠」又被称为「驴灌肠」。